# Fenriz
Gylve Fenris Nagell (rođen kao Leif Nagell; 28. studenoga 1971.), profesionalno poznat kao Fenriz, norveški je glazbenik, honorarni glazbeni novinar i voditelj online radija. Vodi emisiju "Radio Fenriz" koji je najpoznatiji kao jedna polovica extreme metal dua Darkthrone, uz Nocturna Culta. Iako prvenstveno bubnjar i tekstopisac, također je svirao bas, gitaru i bio vokal za Darkthrone i nekoliko drugih metal sastava. Fenriz je poznat po svom enciklopedijskom poznavanju metal glazbe, svom revnom promoviranju pozdzemnih sastava i Uradi sam etike, te odbijanju "showbiz strane glazbene industrije".  Fenriz je također bio studijski bubnjar za doom metal sastav Valhall, a imao je i nekoliko samostalnih projekata, uključujući folk/black metal projekt Isengard i dark ambient projekt Neptune Towers.

## Životopis
Fenriz se prvi put susreo s heavy metalom kad je bio dijete i dobio album Sweet Freedom Uriah Heepa od svog ujaka za rođendan. Sa 16 godina napustio je školu i počeo raditi puno radno vrijeme kako bi financirao svoje bavljenje glazbom. Godine 1986. s Ivarom Engerom i Andersom Risbergetom osnovao je death metal sastav Black Death. Godine 1988. sastavu se pridružio Ted Skjellum (Nocturno Culto) i preimenovali su se u Darkthrone. Nakon što su 1991. objavili svoj prvi death metal album Soulside Journey, sastav je promijenio stil i postao jedan od vodećih na ranoj sceni norveškog black metala. Fenriz je rekao da ga pasivno zanimaju Bathory i Celtic Frost, ali tvrdi da nije razumio "tamu" black metala dok nije čuo pjesmu mađarskog sastava Tormentor.
Drugi album Darkthronea, A Blaze in the Northern Sky, snimljen u kolovozu 1991. u Creative Studiosu i objavljen u veljači 1992., smatra se jednim od najvažnijih albuma koji je definirao black metal žanr. Darkthrone nije bio umiješan u paljenje crkava i ubojstva koja su izvršili neki drugi članovi scene, a Fenriz je osudio "hype" oko toga.
Od 1993. Darkthrone je duo Fenriza i Nocturnoa Culta. Fenriz je snimio sve instrumente na njihovim albumima Transilvanian Hunger iz 1994. i Panzerfaust iz 1995. Od kasnih 1980-ih do sredine 1990-ih, Fenriz je također započeo nekoliko samostalnih projekata, uključujući folk black metal projekt Isengard i dark ambient projekt Neptune Towers. Također je bio bubnjar sastava Valhall na njihova tri studijska albuma. Tijekom 1990-ih s Sigurdom Wongravenom osnovao je folk metal sastav Storm koji je objavio jedan album, Nordavind.
On i Nocturno odbijaju svirati uživo od 1990-ih. Godine 2004. odbili su nominaciju za norvešku nagradu "Alarm" za svoj album Sardonic Wrath. Fenriz je rekao: "Nemamo interesa biti dio svjetlucave i showbiz strane glazbene industrije". Fenriz je (uz Varga Vikernesa) u fokusu black metal dokumentarnog filma iz 2008. Until The Light Takes Us.
Godine 2016. naširoko se govorilo da je Fenriz izabran u svoje lokalno općinsko vijeće, Oppegård. Izabran je na četverogodišnji mandat kao zamjena za vijećnika Liberalne stranke, uz objašnjenje da će "morati uskočiti kada su uobičajeni ljudi koji idu na velike sastanke budu bolesni ili tako nešto". Fenriz je rekao: "Nazvali su i pitali želim li biti na popisu [rezervnih predstavnika]. Rekao sam da, misleći da ću biti otprilike 18. na listi i da neću morati ništa raditi". Njegova "kampanja" bila je fotografija na kojoj drži svoju mačku uz natpis "Molim vas, ne glasajte za mene".
Fenriz živi u svom rodnom gradu Kolbotnu. Prema The Guardianu, Fenriz je "već dugo heroj na underground sceni" i "opsjednut je otkrivanjem nove glazbe i njezinim promoviranjem uz bijesni entuzijazam". Heavy metal časopis Iron Fist ustvrdio je da ima reputaciju "hodajuće metal enciklopedije". Povremeno radi kao glazbeni novinar i vodi mjesečnu online radio emisiju na NTS-u pod nazivom "Radio Fenriz". Napravio je blog "Band of the Week" ("Sastav tjedna") na kojem su zastupljeni izvođači koji sudjeluju na underground metal festivalu Live Evil. Poznato je da je Fenriz honorarno radio u poštanskim službama od kasnih 1980-ih, što mu, kako kaže, omogućava da provede mnogo sati svaki tjedan slušajući novu glazbu. Također se pojavio u norveškoj televizijskoj emisiji o šumskom planinarenju.

## Diskografija
Black Death
- Trash Core '87 (demo) – (1987.)
- Black Is Beatiful (demo) – (1987.)

Darkthrone
- Land of Frost (demo) – (1987.)
- A New Dimension (demo) – (1987.)
- Thulcandra (demo) – (1989.)
- Cromlech (demo) – (1989.)
- Soulside Journey (1991.)
- A Blaze in the Northern Sky (1992.)
- Under a Funeral Moon (1993.)
- Transilvanian Hunger (1994.)
- Panzerfaust (1995.)
- Total Death (1996.)
- Goatlord (1996.)
- Ravishing Grimness (1999.)
- Plaguewielder (2001.)
- Hate Them (2003.)
- Sardonic Wrath (2004.)
- The Cult Is Alive (2006.)
- NWOBHM (EP) – (2007.)
- F.O.A.D. (2007.)
- Dark Thrones and Black Flags (2008.)
- Circle the Wagons (2010.)
- The Underground Resistance (2013.)
- Arctic Thunder (2016.)
- Old Star (2019.)
- Eternal Hails...... (2021.)
- Astral Fortress (2022.)

Dødheimsgard
- Promo 1994 (demo) – (1994.)
- Kronet til konge – (1995.)
- Promo 1995 (demo) – (1995.)

Fuck You All
- Fuck You All (EP) – (2009.)

Isengard
- Vinterskugge (1994.)
- Høstmørke (1995.)

Neptune Towers
- Caravans to Empire Algol (1994.)
- Transmissions from Empire Algol (1995.)

Storm
- Nordavind (1995.)

Valhall
- Castle of Death (demo) – (1988.)
- Amalgamation (demo) – (1989.)
- Moonstoned (1995.)
- Heading for Mars (1997.)
- Red Planet (2009.)